# Criscia stricta
Criscia stricta (Spreng.) Katinas, 1994 è una specie di pianta della famiglia delle Asteraceae. Questa specie è anche l'unica del genere Criscia Katinas, 1994.

## Descrizione
Le specie di questo gruppo hanno un habitus erbaceo perenne subarbustivo. Sono prive di lattice.
Le foglie formano una rosetta basale. La lamina fogliare è intera e varia da obovata a ampiamente obovata.
Le infiorescenze sono composte da capolini scaposi solitari o raccolti in formazioni di 2 - 4 scapi. I capolini sono omogami e sono formati da un involucro a forma da emisferica a ampiamente campanulata composto da brattee (o squame) all'interno delle quali un ricettacolo fa da base ai fiori. Le brattee, simili a foglie, disposte su 4 serie in modo embricato sono di vario tipo e consistenza. Il ricettacolo, glabro, è nudo (senza pagliette).
I fiori sono tetraciclici (a cinque verticilli: calice – corolla – androceo – gineceo) e in genere pentameri (ogni verticillo ha 5 elementi). I fiori eteromorfi (periferici e centrali) e sono inoltre ermafroditi e fertili.
- Formula fiorale:

*/x K {\displaystyle \infty }, [C (5), A (5)], G 2 (infero), achenio
- Calice: i sepali del calice sono ridotti ad una coroncina di squame.
- Corolla: le corolle sono bilabiate (3 + 2). Fiori periferici: il labbro esterno ha tre pronunciati denti, quello interno ha solamente due profondi lobi diritti o attorcigliati. Fiori centrali: come quelli esterni ma il labbro esterno è più corto. Le corolle sono colorate di arancio.
- Androceo: l'androceo è formato da 5 stami con filamenti liberi e antere saldate in un manicotto circondante lo stilo.[10] Le antere in genere hanno una forma sagittata con appendici apicali acute. Le teche sono calcarate (provviste di speroni) e provviste di code. Il polline normalmente è tricolporato a forma sferica (può essere microechinato).
- Gineceo: il gineceo ha un ovario uniloculare infero formato da due carpelli.[10]. Lo stilo è unico e con due stigmi e un nodo basale glabro. Gli apici degli stigmi, moderatamente lunghi, ricurvi o attorcigliati, sono troncati o arrotondati e sono ricoperti da piccole papille o in qualche caso da peli penicillati. L'ovulo è unico e anatropo.

I frutti sono degli acheni con pappo. La forma degli acheni è fusiforme (raramente è compressa); le pareti sono ricoperte da coste (sono presenti dei rostri) e sono glabre (o eventualmente setolose). Il carpoforo (o carpopodium) è uno stretto anello o corto cilindro oppure è assente. Il pappo (raramente è assente) è formato da setole disposte su 3 - 4 serie (in alcuni casi sono uniseriate), sono barbate o piumose del tutto o a volte sono subpiumose solo apicalmente, ed è direttamente inserito nel pericarpo o connato in un anello parenchimatico posto sulla parte apicale dell'achenio.

## Biologia
- Impollinazione: l'impollinazione avviene tramite insetti (impollinazione entomogama tramite farfalle diurne e notturne).
- Riproduzione: la fecondazione avviene fondamentalmente tramite l'impollinazione dei fiori (vedi sopra).
- Dispersione: i semi (gli acheni) cadendo a terra sono successivamente dispersi soprattutto da insetti tipo formiche (disseminazione mirmecoria). In questo tipo di piante avviene anche un altro tipo di dispersione: zoocoria. Infatti gli uncini delle brattee dell'involucro si agganciano ai peli degli animali di passaggio disperdendo così anche su lunghe distanze i semi della pianta.

## Distribuzione
La specie di questa voce si trova in Argentina, Brasile e Uruguay.

## Tassonomia
La famiglia di appartenenza di questa voce (Asteraceae o Compositae, nomen conservandum) probabilmente originaria del Sud America, è la più numerosa del mondo vegetale, comprende oltre 23.000 specie distribuite su 1.535 generi, oppure 22.750 specie e 1.530 generi secondo altre fonti (una delle checklist più aggiornata elenca fino a 1.679 generi). Nel 2021 la famiglia è divisa in 16 sottofamiglie.

### Filogenesi
La sottofamiglia Mutisioideae, nell'ambito delle Asteraceae occupa una posizione "basale" (si è evoluta precocemente rispetto al resto della famiglia) ed è molto vicina alla sottofamiglia Stifftioideae. La tribù Nassauvieae con la tribù Mutisieae formano due "gruppi fratelli" ed entrambe rappresentano il "core" della sottofamiglia.
Il genere Criscia descritto da questa voce appartiene alla tribù Nassauvieae.
I caratteri distintivi per le specie di questo genere sono:
- il portamento è erbaceo scaposo perenne;
- le corolle sono bilabiate;
- gli stigmi sono incoronati da papille,
- gli acheni sono rostrati.

### Sinonimi
Sono elencati alcuni sinonimi per questa entità:
- Onoseris stricta Spreng.
- Perezia pampeana  Speg.
- Trixis stricta  Less.